# Alexander Payne
Alexander Payne (Constantine Alexander Payne) (Omaha, Nebraska állam, 1961. február 10. –) kétszeres Oscar-, BAFTA-, valamint kétszeres Golden Globe-díjas amerikai filmrendező, forgatókönyvíró és filmproducer.

## Fiatalkora és családja
A nebraskai Omahában született, Peggy Payne (Lánykori nevén Konstantin) és George Payne étterem tulajdonosok harmadik fiaként. Omahaban nőtt fel, azon a környéken, ahol a milliárdos Warren Buffett. Édesapja görög és a német, édesanyja pedig görög származású. Apai ágon nagyapja, Nicholas "Nick" Payne angolosította a vezetéknevét Papadopoulos-ról. Payne nagyapja alapította a virginiai Cafe Payne nevű éttermet. Apai nagyanyja, Clara Payne (lánykori nevén: Hoffman) német származású volt.
1979-ben érettségizett le, a Creighton Prep középiskolában, ahol az iskolai újságot és a gimnáziumi évkönyvet is szerkesztette. A középiskola befejezése után a Stanford Egyetemen szerzett diplomát, ahol spanyolt és történelmet tanult, majd járt az UCLA nevű filmes iskolába is.
Iskolai tanulmányainak befejezése után filmes karrierbe kezdett, mint forgatókönyvíró és rendező.

## Magánélete
2003. január 1-jén vette feleségül a koreai származású kanadai színésznőt, Sandra Oh-t, akivel együtt dolgozott a Kerülőutak című filmjében. Válásukat 2006-ban véglegesítették. 2015-ben összeházasodott Maria Kontosszal, lányuk 2017-ben jött világra. Ez a házassága is válással végződött, 2022-ben. Ugyanebben az évben kapta meg Payne a görög állampolgárságot.

## Filmográfia
| Év   | Magyar cím                | Eredeti cím                         | Feladatkör | Feladatkör | Feladatkör | Megjegyzések                     |
| Év   | Magyar cím                | Eredeti cím                         | Rendező    | Író        | Producer   | Megjegyzések                     |
| ---- | ------------------------- | ----------------------------------- | ---------- | ---------- | ---------- | -------------------------------- |
| 1996 | Ez az életem              | Citizen Ruth                        | Igen       | Igen       | Nem        |                                  |
| 1999 | Gimiboszi                 | Election                            | Igen       | Igen       | Nem        |                                  |
| 2001 | Jurassic Park III.        | Jurassic Park III                   | Nem        | Igen       | Nem        | Peter Buchman vázlatának átírása |
| 2002 | Schmidt története         | About Schmidt                       | Igen       | Igen       | Nem        |                                  |
| 2004 | A Richard Nixon-merénylet | The Assassination of Richard Nixon  | Nem        | Nem        | Vezető     |                                  |
| 2004 | Kerülőutak                | Sideways                            | Igen       | Igen       | Nem        |                                  |
| 2006 | Ara csak egy van          | Gray Matters                        | Nem        | Nem        | Vezető     |                                  |
| 2007 | Férj és férj              | I Now Pronounce You Chuck and Larry | Nem        | Igen       | Nem        |                                  |
| 2007 | Kalifornia királya        | King of California                  | Nem        | Nem        | Igen       |                                  |
| 2007 | Apu vad napjai            | The Savages                         | Nem        | Nem        | Vezető     |                                  |
| 2009 |                           | Saidoweizu                          | Nem        | Nem        | Vezető     | a Kerülőutak japán remake-je     |
| 2011 | Céges buli                | Cedar Rapids                        | Nem        | Nem        | Igen       |                                  |
| 2011 | Utódok                    | The Descendants                     | Igen       | Igen       | Igen       |                                  |
| 2013 | Nebraska                  | Nebraska                            | Igen       | Nem        | Nem        |                                  |
| 2017 | Kicsinyítés               | Downsizing                          | Igen       | Igen       | Igen       |                                  |
| 2017 | Kihasználva               | Crash Pad                           | Nem        | Nem        | Vezető     |                                  |
| 2020 | A végső műszak            | The Last Shift                      | Nem        | Nem        | Vezető     |                                  |
| 2020 |                           | Small Town Wisconsin                | Nem        | Nem        | Vezető     |                                  |
| 2023 | Téli szünet               | The Holdovers                       | Igen       | Nem        | Nem        |                                  |

## Fordítás
- Ez a szócikk részben vagy egészben  az   Alexander Payne című angol Wikipédia-szócikk fordításán alapul.  Az eredeti cikk szerkesztőit annak laptörténete sorolja fel. Ez a jelzés csupán a megfogalmazás eredetét és a szerzői jogokat jelzi, nem szolgál a cikkben szereplő információk forrásmegjelöléseként.